# 에어 오리앙
에어 오리앙(프랑스어: Air Orient)은 프랑스에 기반을 둔 항공사로 에어 아시아와 에어 유니옹과의 합병으로 1929년 설립되었다. 1933년 10월 7일 에어프랑스에 합병되었다.

## 운항 도시
이 항공사는 프랑스와 유럽의 일부 지역을 중동과 극동에 연결했으며, 이들 중 다수는 프랑스의 식민지배지였다.
- 프랑스 - 파리, 리옹, 마르세유
- 영국 - 런던
- 이탈리아 - 나폴리
- 그리스 - 아테네, 코르푸
- 레바논 - 베이루트
- 시리아 - 다마스쿠스, 알레포
- 이라크 - 바그다드
- 페르시아 - 부셰르, 자스크
- 인도 - 카라치, 알라하바드, 조드푸르, 캘커타
- 시암 - 방콕
- 버마 - 랑군, 시트웨
- 프랑스령 인도차이나 - 사이공

## 항공기
- CAMS 53 해안선 - 2기
- SPCA 메테오르 63 - 에어 유니옹에서 가져온 3기
- 파르망 190